# Riccardo Stacchiotti
Riccardo Stacchiotti (* 8. November 1991 in Recanati) ist ein ehemaliger italienischer Radrennfahrer.

## Werdegang
2013 bereits als Stagaire eingesetzt, wurde Stacchiotti zur Saison 2014 Mitglied im UCI Professional Continental Team Nippo-Vini Fantini. Für das Team gewann er 2015 zwei Etappen und die Gesamtwertung der Tour de Hokkaidō. In den Jahren 2016 und 2017 nahm er zweimal am Giro d’Italia teil, ein weiterer persönlicher Erfolg blieb ihm jedoch verwehrt.
Zur Saison 2018 verließ Stacchiotti das Team und wechselte zum UCI Continental Team MsTina-Focus / Giotti Victoria. Auf der UCI Europe Tour konnte er seine Sprintfähigkeiten unter Beweis stellen und in den Jahren 2018 und 2019 insgesamt sechs Etappensiege und dreimal den Gewinn der Punktewertung seinen Palmarès hinzufügen.
Für 2020 war der Wechsel von Stacchiotti zum E-powers Factory team geplant. Nach dem Zusammenbruch des Projekts war er in der Saison 2021 zunächst ohne Team, wurde dann aber ab Jahresmitte vom UCI ProTeam Vini Zabù unter Vertrag genommen. Nach anderthalb Jahren beim Team beendete er aufgrund gesundheitlicher Probleme zum Ende der Saison 2021 seine Karriere als aktiver Radrennfahrer.

## Erfolge
2014
- Bergwertung Tour of Estonia

2015
- Gesamtwertung und zwei Etappen Tour de Hokkaidō

2018
- eine Etappe Grand Prix du Portugal
- zwei Etappen Portugal-Rundfahrt
- eine Etappe und Punktewertung Tour of Bihor - Bellotto

2019
- eine Etappe und Punktewertung Sibiu Cycling Tour
- Punktewertung Ronde de l’Oise
- eine Etappe Giro di Sicilia

## Grand-Tour-Platzierungen
| Grand Tour            | 2015 | 2016 |
| --------------------- | ---- | ---- |
| Giro d’ItaliaGiro     | 152  | 155  |
| Tour de FranceTour    | –    | –    |
| Vuelta a EspañaVuelta | –    | –    |